# Politico (periódico)
Politico (estilizado POLITICO), y que originalmente se llamaba The Politico, es una organización estadounidense de periodismo político. Su contenido es distribuido vía televisión, internet, periódico y radio. Su cobertura en Washington, D.C. incluye el Congreso de Estados Unidos, el cabildeo, la abogacía y la Presidencia.
John F. Harris y Jim VandeHei dejaron The Washington Post para ocupar los puestos de redactor jefe y director ejecutivo en Politico, respectivamente, publicando el periódico en enero de 2007. Frederick J. Ryan Jr. fue su primer presidente y Director ejecutivo. Robert L. Allbritton su fundador y editor. En octubre de 2013, Jim VandeHei se volvió el CEO y presidente.
Desde 2021 es propiedad del grupo alemán conservador Axel Springer SE.

## Historia
Politico fue creado en 2007 para crear contenido focalizado en la política, de una manera similar a la que tienen SportsCenter o ESPN de cubrir la información deportiva. La idea de crear Politico fue de John Harris y Jim VandeHei. Estos contactaron con Robert Allbritton, que también tenía pensado fundar un periódico político,  Capitol Leader tras enterarse de los temores que este tenía, pues se acercaba la fecha de lanzamiento de su periódico y era consciente de que no tendría mucho éxito. Después de reunirse, decidieron que Harris y Vandehei se encargarían de la parte periodística, mientras que Allbritton sería quién financiaría el proyecto. El nombre "Politico" fue idea de la mujer de VandeHei. La otra opción que se planteaban era Power and Politics (Poder y Política), pero decidieron quedarse con el nombre de Politico, ya que con el otro la gente haría humor llamándolo PP (pronunciado pipi) 
Los periodistas que cubren campañas políticas para Politico llevan una cámara de video a cada una de sus tareas, y los periodistas son alentados para promover su trabajo en donde sea. Aunque Politico buscaba romper el molde tradicional del periodismo, inicialmente una gran parte de sus ingresos provenían de publicidad enfocada en Washington D. C. Entre los reporteros que trabajan para Politico se encuentran Mike Allen, John Bresnahan, Carrie Budoff Brown, Alex Burns, Dylan Byers, Josh Gerstein, Andrew Glass, Darren Goode, Maggie Haberman, James Hohmann, Anna Palmer, Manu Raju, Daria Knight, Lois Romano, Darren Samuelsohn, Jake Sherman, Glenn Thrush, Kenneth Vogel y Ben White. Roger Simon se convirtió en el columnista político en Jefe de Politico en diciembre de 2006. En 2010, Politico añadió a dos columnistas de "opinión", Michael Kinsley y Joe Scarborough.
En septiembre de 2008, The New York Times reportó que Politico expandiría sus operaciones después de la elección presidencial de 2008: "Después del Día de Elección, [Politico] agregará reporteros, editores, ingenieros Web y otros empleados; expandirá la circulación de la edición del periódico en Washington e imprimirá más seguido."

Un perfil de 2009 de la organización en Vanity Fair declaró que Politico tenía un personal editorial de 75 y un personal total de 100 empleados. La circulación de su periódico está alrededor de 32,000 ejemplares, y hasta el verano de 2009 su tráfico web rondaba los 6.7 millones de visitantes únicos por mes. Esto es menor que los 11 millones que tuvo durante el punto alto de la campaña, pero la mayoría de las agencias de noticias tienen menor tráfico fuera de los años de elecciones. Para julio de 2009, se esperaba tener una ganancia de alrededor de $15 millones, principalmente del producto impreso, lo suficiente para la publicación para mantenerse financieramente solvente.

### Ediciones estatales (antiguamenteCapital New York)
En septiembre de 2013, Politico adquirió el sitio en línea de noticias Capital New York, el cual también operó departamentos separados cubriendo Florida Nueva Jerrsey. La revista lanzó su versión en línea en noviembre del 2013. En la primavera de 2015, Politico anunció que su intención de renombrar sus dependencias estatales con el nombre Politico (Politico Florida, Politico New Jersey, y Politico New York), tarea que completaron en el verano de 2015.

### Expansión global
En septiembre de 2014, Politico formó un proyecto conjunto con el editor alemán Axel Springer para lanzar su edición europea, con sede en Bruselas. En diciembre de 2014, el proyecto conjunto anunció su adquisición del Development Institute International, un proveedor líder francés de contenido de eventos, y European Voice, el periódico político europeo, para ser relanzado bajo la marca Politico. El antiguo editor del Consejo editorial del Wall Street Journal,  Matthew Kaminski es el editor ejecutivo de su edición europea. Politico Europe (Politico Europa) debutó en impreso el 23 de abril de 2015.

## Distribución y contenidos

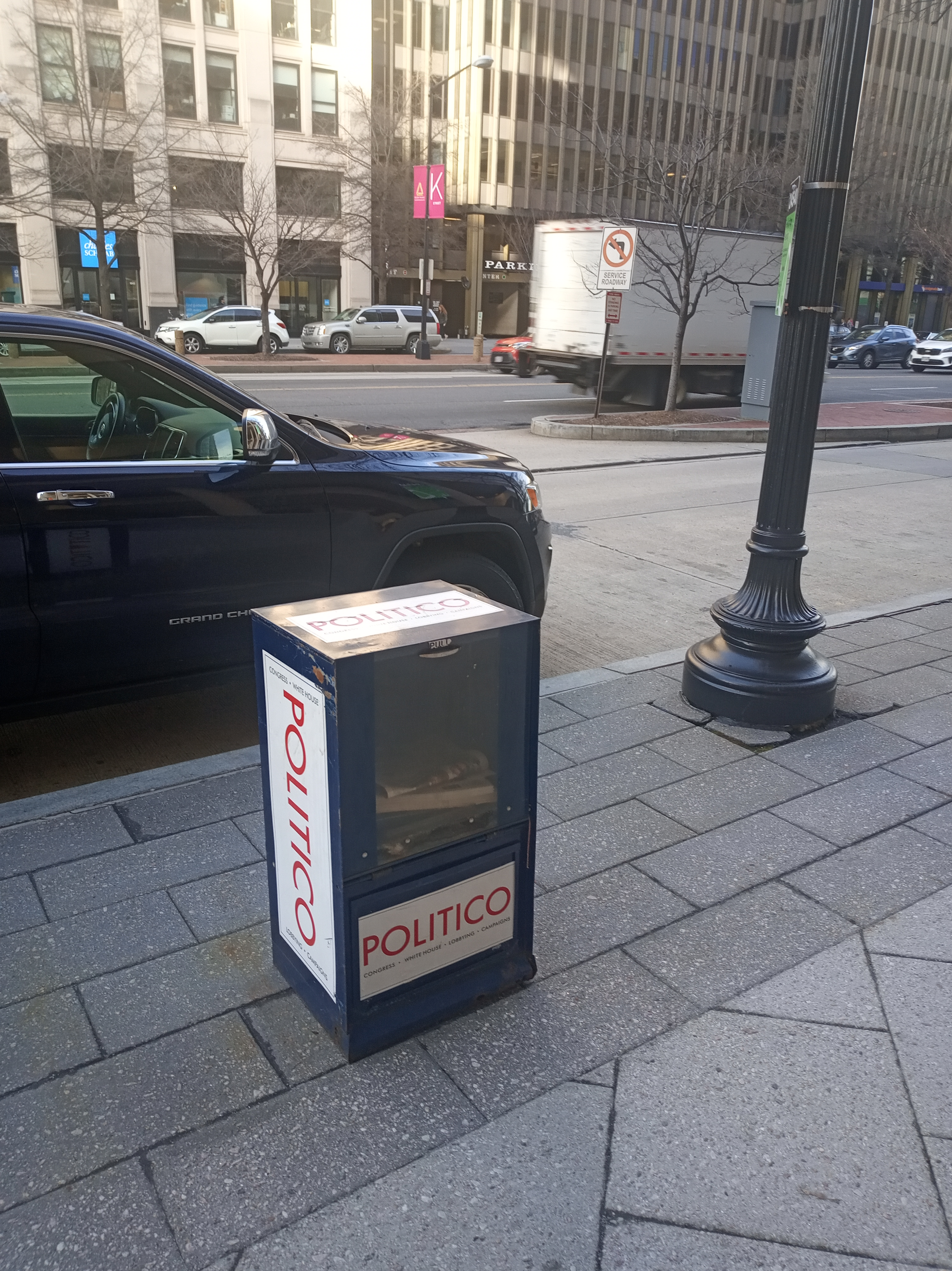
Máquina expendedora del periódico Politico

El periódico tiene una circulación de 40.000 ejemplares aproximadamente. distribuidos de forma gratuita en Washington D. C., y Manhattan. El periódico imprime hasta cinco temas a la semana mientras el Congreso está en sesión y a veces publica un tema por semana cuando el Congreso está en receso. Contiene publicidad, incluyendo anuncios de una página completa de asociaciones comerciales.

### Powerjobs
En esta sección, creada a principios de 2013 como sucesora de Politico Jobs , se listan una serie de trabajos relacionados con todos los temas que trata el periódico (defensa, educación, energía, finanzas, gobernanza, sector sanitario, tecnología y organizaciones sin ánimo de lucro). Se muestra en las dos últimas páginas del periódico. Además, también se pueden buscar los trabajos en powerjobs.com, su página web y subir o crear un currículum en la misma.

### Politico Playbook
En 2007, Mike Allen lanzó Playbook, un boletín diario que se envía por la mañana. En pocos años, este boletín atrajo el interés de muchos lectores de Washington que lo leen diariamente. En 2016, este boletín alcanzó la cifra de 100.000 lectores, entre los cuales hay "internos, externos, cabilderos y periodistas, gobernadores, senadores, presidentes y posibles presidentes", según The New York Times. En 2017, patrocinar una empresa semanalmente en Playbook costaba entre unos 60 y 70 mil dólares. 

### Politico Pro
En 2010,  Politico seguía siendo muy dependiente de la publicidad, por lo que Jim VandeHei y un grupo de editores cercanos a él idearon Politico Pro, una herramienta para monitorear la política de manera digital que también ofrece algunas notas de prensa exclusivas para suscriptores. Actualmente, dicho servicio reporta a la compañía una cuarta parte de los beneficios totales, y más de 100 empleados.

### Politico Magazine
En noviembre de 2013, Politico lanza Politico Magazine, una revista bimensual digital y física. La mayor diferencia es que mientras Politico se centra en las primicias y noticias de última hora, Politico Magazine se centra en hacer reportajes estilo revista, con artículos más largos. La primera editora de Magazine fue Susan Glasser, antigua miembra de Foreign Policy. Tiene una audiencia de unos 30.000 lectores y la suscripción cuesta 200 dólares al año.

### Rediseño de la web
Politico rediseñó en 2018 su web, para crear una interfaz más adecuada para móviles y resaltar más los elementos visuales.

### Adquisición de E&E
Politico adquirió E&E News en diciembre de 2020 para ampliar su cobertura de los sectores energético y medioambiental. Los términos del acuerdo no fueron revelados.

## Crisis organizativa en 2016
En 2016, se originó en Politico una crisis entre Jim VandeHei, que por aquel entonces era presidente, y Robert Allbritton, el propietario. Según Washingtonian, las fuentes de tensión entre ellos habrían sido la ambición, el poder, el ego y el dinero.
La principal causa fue que en el verano de 2015, VandeHei comenzó a presionar a Allbritton para vender una parte de Politico a Axel Springer. Esto, de haber sucedido, habría beneficiado a Jim VandeHei, que cobraba las llamadas "acciones fantasma". Pero Robert Allbritton tendría que renunciar a la propiedad total del medio, y se negó. Otra causa de esta ruptura fue las diferencias que tenían en la visión sobre como gestionar la compañía, y el secretismo que había entre ambos a la hora de gestionar la empresa. Según algunos altos cargos de Politico, Allbritton era el director de la empresa, pero no realizaba su función como tal, sino que le daba la potestad de hacerlo a personas con cargos inferiores. Por la otra parte, según varias fuentes, Allbritton perdió respeto por VandeHei como CEO, ya que consideraba que hacía una serie de juicios que no le correspondía hacer.

## Controversias
En un artículo de opinión de 2007, el grupo progresista Media Matters for America acusó a Politico de tener un "tinte republicano". En una carta al antiguo editor ejecutivo Jim VandeHei, al redactor Ben Smith y al que en ese momento era corresponsal jefe, Mike Allen, el redactor jefe John F. Harris le recordó a sus colegas que habían dejado a las más "tradicionales organizaciones de noticias" donde habían trabajado anteriormente, comenzando Politico con la intención de ser más transparente. Con ese fin, pidió a sus colegas una evaluación honesta de las reclamaciones establecidas en la carta de Media Matters. Ben Smith contestó: "Media Matters tiene un punto... que el apoyo público de Bush los hizo ver muy cercanos a la Casa Blanca. Eso fue claramente un favor del presidente hacia nosotros (aunque pequeño), y me parecía como uno de esos momentos de club Beltway que hace sentir importantes a los de adentro y a los de afuera sentirse (precisamente) como de afuera." Los otros editores principales no estuvieron de acuerdo con la acusación general por diversas razones y algunas tachaban a las acusaciones de prejuicio liberal del otro lado del espectro político En 2011 y 2012, The Daily Caller, Mediaite, y Breitbart.com, publicaron cada uno historias declarando que Politico.com tenía una tendencia liberal.
Politico Magazine publicó un artículo en abril de 2017 que pretendía mostrar vínculos a largo plazo entre el presidente de Estados Unidos, Donald Trump, el presidente de Rusia, Vladímir Putin, y la dinastía jasídica judía ortodoxa Chabad-Lubavitch. El artículo fue ampliamente condenado, y el jefe de la Liga Anti-Difamación, Jonathan Greenblatt, dijo que "evoca mitos ancestrales sobre los judíos".
Votantes pro-Trump y votantes anti-Clinton fueron micro-focalizados en Cambridge Analytica con publicidad nativa y contenido patrocinado o de marca en Politico.
En marzo de 2019, Politico fue nuevamente acusado de antisemitismo cuando publicó un artículo que mostraba imágenes del candidato presidencial Bernie Sanders junto a árboles de dinero. Sanders, uno de los dos candidatos judíos para las elecciones presidenciales estadounidenses de 2020 , fue blanco de la cantidad de riqueza que acumuló a lo largo de su vida. El escritor del personal de Politico, Michael Kruse, escribió el artículo detallando la riqueza del senador, escribiendo que Sanders "aún podría ser barato", según uno de los amigos del senador, "pero seguro que no es pobre", que fue criticado por combinar dos anti- Tropos semíticos (los judíos son baratos; los judíos son ricos). La cuenta oficial de Twitter de Politico usó la cita para compartir la historia;
El 14 de enero de 2021, el comentarista conservador Ben Shapiro apareció como escritor invitado en el boletín Politico Playbook, donde defendió a los republicanos de la Cámara de Representantes que se oponían al segundo juicio político de Donald Trump. El boletín provocó una inmensa reacción de muchos miembros del personal de Politico , algunos de los cuales argumentaron que a Shapiro no se le debería haber permitido escribir el artículo. Matthew Kaminski, editor jefe de Politico, se negó a disculparse y defendió la decisión de permitir que Shapiro escribiera el artículo, afirmando que "no vamos a retroceder en haber publicado algo porque algunas personas piensan que fue un error." De acuerdo con la Daily Beast, más de 100 empleados de Politico firmaron una carta al editor Robert Allbritton criticando la decisión de Politico de presentar el artículo de Shapiro y la respuesta de Kaminski.
En 2021 fue adquirida por más de 1.000 millones de USD por Axel Springer SE, una editorial de noticias y empresa de medios de comunicación alemana. Sus empleados tienen que acatar los principios rectores de Axel Springer (apoyo a Israel, a la OTAN, a la integración europea y a la economía de mercado), pero a diferencia de los empleados de sus periódicos alemanes, los empleados de Político no tienen que firmar un compromiso escrito con los principios de la empresa.